# Arturo Zaragozá Catalán
Arturo Zaragozá Catalán (Valencia, 1952) es un arquitecto e historiador del arte español. 

## Biografía
Se licenció en Arquitectura en la Universidad Politécnica de Valencia en 1975 y posteriormente defendió su tesis doctoral en la misma institución en 1990. Fue presentada bajo el título “Iglesias de arcos diafragma y techumbre de madera en la arquitectura medieval valenciana”, obteniendo el premio de tesis doctorales del Colegio Oficial de Arquitectos de la Comunidad Valenciana. En la actualidad, y desde 2008, es también Académico de número de la Real Academia de Bellas Artes de San Carlos, y Académico correspondiente de la Real Academia de Bellas Artes de San Fernando de Madrid. Ha sido Inspector de Patrimonio de la Dirección General de Cultura de la Generalidad Valenciana desde 1983, quedando adscrito a la Dirección Territorial de Castellón y habiendo dirigido y supervisado numerosas obras de restauración y de conservación en este ámbito.

## Docencia
Ha participado como docente en la Universitat Politècnica de València, donde ha sido director del máster de Conservación del Patrimonio Arquitectónico; en la Universitat de València, en la Universidad Internacional Menéndez Pelayo y en la Universitat Jaume I, entre otras nacionales, y ha colaborado con la Università di Firenze, Università de La Sapienza de Roma o la Università degli Studi di Palermo, como ejemplos de instituciones internacionales. 

## Investigación
Su obra escrita es de referencia para las investigaciones en el ámbito medieval y posmedieval valentino. Asimismo, es autor de numerosas publicaciones sobre arquitectura popular, catalogación monumental e historia de la arquitectura popular, catalogación monumental e historia de la arquitectura gótica y tardogótica, entre las que cabe destacar: 
- Arquitectura Rural Primitiva en Secá (Valencia, 1983 y 2000)
- Monumentos de la Comunidad Valenciana. Catálogo de los Monumentos y Conjuntos declarados e incoados (Valencia, 1983 y 1995)
- Arquitectura Gótica Valenciana (Valencia, 2000)
- Pere Compte, arquitecto (Valencia, 2007) (Junto con Mercedes Gómez-Ferrer)
- “El control de la forma en la arquitectura medieval valenciana: dibujo y oficios", en Historia de la Ciudad VI: Proyecto y Complejidad (Valencia, 2010)

Sus líneas de interés son la arquitectura popular, la arquitectura gótica, la historia de la construcción y la conservación de monumentos históricos.
Ha actuado en numerosos congresos y conferencias de carácter nacional e internacional, siendo ponente en unos casos y parte del comité científico en otros.